# Eugénie (chanson)
Eugénie est une chanson de la Légion étrangère. Le premier recueil de chants légionnaires dans lequel elle est publiée fait remonter son origine à l'intervention française au Mexique, mais elle n'est mentionnée dans aucun document de l'époque ni aucun mémoire consacré à la campagne. Ce recueil, réalisé par le capitaine Hallo en 1959, est le premier recueil officiel de chants légionnaires. Il veut structurer le répertoire en classant les chants par périodes. Mais en l'absence de documents et de travaux sur le répertoire, le classement pour la période 1831-1939 laisse apparaître quelques inexactitudes.
Ce chant est inspiré de la chanson de marin, Belle Virginie. Elle est publiée sous trois versions différentes dans les Chansons populaires comtoises de Garneret et Culot et reprend une publication du chanoine Grospierre de 1924. Le musicologue Patrice Coirault dans son Répertoire de la chanson orale donne plusieurs versions de la chanson de marins Belle Virginie dont la mélodie est proche de la version légionnaire : une version d'un garde-phare de Noirmoutier de 1832 et une d'un marin de Saint-Jean-de-Monts de 1899, la destination est alors l'Amérique. Une version retrouvée au Québec mentionne par contre le Mexique. Le Chansonnier des compagnons de France publié en février 1943 donne pour nom Ugénie à une chanson sur le même air et avec pour destination le Mexique.
L'Agenda légionnaire officiel pour l'année 2013 a adopté le chant pour thème et mentionne bien qu’Eugénie n'était pas connu dans les années trente et quarante à la Légion, retenant comme hypothèse probable sa création par celui qui allait devenir le général Hallo. Le Dictionnaire de la Légion étrangère reprend aussi cette datation.
Le premier enregistrement de ce chant figure sur le 30 cm de la SERP, Centenaire de Camerone (1965).

## Paroles
1er coupletEugénie les larmes aux yeux,

Nous venons te dire adieu,

Nous partons de bon matin,

Par un ciel des plus sereins.
RefrainNous partons pour le Mexique,

Nous partons la voile au vent,

Adieu donc belle Eugénie,

Nous reviendrons dans un an.
2e coupletÇa n'est pas commode du tout,

Que de penser à l'amour,

Surtout quand il fait grand vent,

Par-dessus l'gaillard d'avant.